# Dakaarde

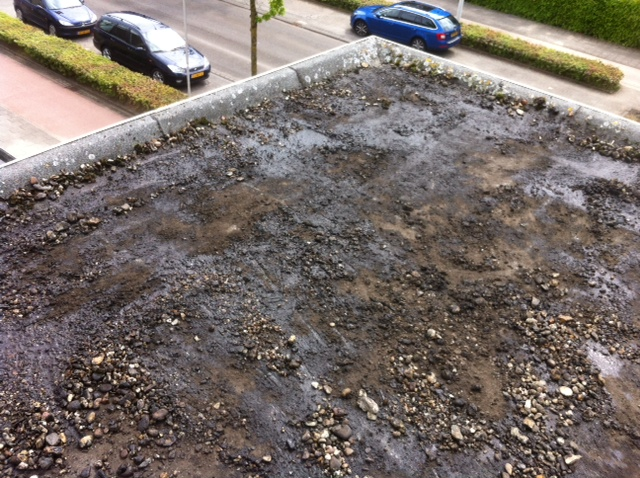
Op het dak is naast het grind ook de dakaarde goed zichtbaar.

Dakaarde is een door dakdekkers gebruikte term waarmee de substantie wordt aangeduid die zich in de loop der tijd op het dak vormt, vaak tussen het dakgrind (indien aanwezig), voornamelijk op een plat dak voorzien van een bitumineuze of andere vlakke dakbedekking. De substantie bestaat uit een mengsel van versleten toplaag, stof, verkeersvuil, stadsvuil, zand, en aangewaaide sporen en zaden uit de omgeving. Dakaarde heeft veelal een zwarte kleur die voornamelijk wordt veroorzaakt door het roet van uitlaatgassen. Vogels en knaagdieren nemen ook vaak materialen mee om nesten te bouwen op daken, in schoorstenen of onder de aanpalende constructies. Deze materialen worden ook in de dakaarde teruggevonden.
Dakaarde houdt vocht goed vast en kan in de meeste gevallen een voedzame ondergrond vormen. Dakaarde kan dan leiden tot schade aan de dakbedekking. Wanneer de dakaarde in voldoende massa aanwezig is kan hierin begroeiing ontstaan. Dit kan leiden tot de aangroei van algen, mossen, grassoorten en zelfs kleine struiken en boompjes. De wortels van struiken en bomen die op het dak groeien kunnen de dakbedekking aantasten (puncties veroorzaken). Hierdoor ontstaan lekkages.

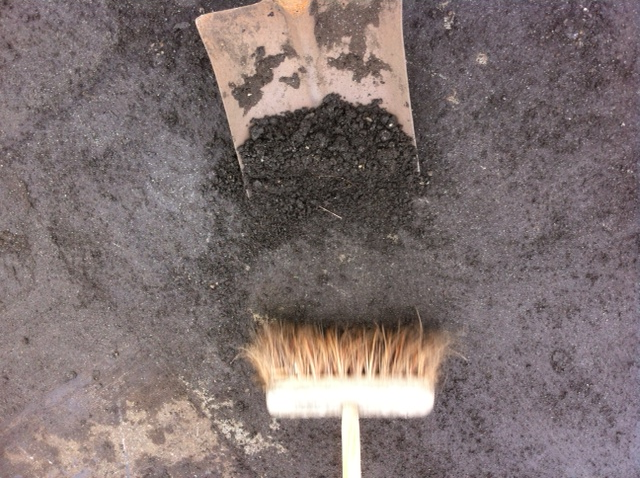
Reinigen van de dakbedekking, wegvegen en opscheppen dakaarde

Dakaarde kan ook sterk vervuild zijn. Deze vervuiling (soms giftig vanwege bepaalde stoffen die uit de omgeving komen) is hoofdzakelijk afkomstig van het verkeer en bevat de resten van uitlaatgassen van motorvoertuigen, maar kan ook worden veroorzaakt door de (onvolledige) verbranding van aardgas in verbrandingstoestellen in de woning of het bedrijfspand (cv en dergelijke).
Op schuine daken, voorzien van dakpannen, komt veel minder dakaarde voor. Deze kan zich wel verzamelen en ophopen in de goot. Bij regenbuien kan de (vaak geringe hoeveelheid) dakaarde gemakkelijk wegspoelen via de goot, de hemelwaterafvoer en het riool. Wanneer er een opstopping in de goot of de hemelwaterafvoer optreedt of een verzakking in de goot kan de dakaarde wel blijven liggen en zorgen voor begroeiing in de goot.
Dakaarde kan worden verwijderd door:
- op platte daken het dakgrind te wassen waardoor de dakaarde wegspoelt;
- indien er geen dakgrind op het platte dak aanwezig is de dakaarde weg te spoelen of weg te vegen;
- op schuine daken de goot uit te spoelen en/of door fysiek mechanisch te verwijderen (uitscheppen).

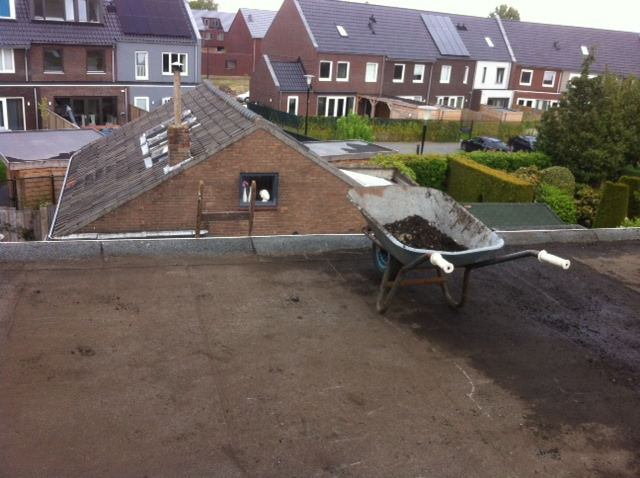
Gereinigd dak

Deze werkzaamheden behoren tot de onderhoudstaak van de vastgoedeigenaar.